# Hôpital Broussais
L'hôpital Broussais, anciennement hôpital des Mariniers, est un ancien hôpital, ouvert en 1883, de l'Assistance publique - hôpitaux de Paris (AP-HP) situé dans le 14e arrondissement de Paris, dont les services ont été déplacés en 2000 à l’hôpital européen Georges-Pompidou mais qui assure encore une mission de prévention et de réadaptation à l'intérieur du groupe hospitalier HEGP-Broussais.

## Histoire
À la suite d'une épidémie de typhoïde en 1882, l'Assistance publique a ordonné la construction d'un hôpital pour accueillir le surplus de malades le plus vite possible. Les constructions commencent sur un terrain de 27 000 m2 situé sur le sentier des Mariniers, sur la plaine de Vanves. Les travaux s'étendent du 10 août 1883 au 31 octobre 1883 (construit en 2 mois et 1 jour) et ont coûté 150 000 francs à l'Assistance publique. L'épidémie de typhoïde étant passée au moment de l'ouverture de l'hôpital, les locaux sont restés très peu fréquentés. Voué à la démolition, cet hôpital de fortune perdurera en la nature pendant un demi-siècle.
En février 1885, l’hôpital des Mariniers a reçu le nom de François Broussais, médecin des armées, professeur de pathologie à la Faculté de médecine.
De 1925 à 1935, l’hôpital Broussais renforce ses équipements radiologiques et l'enseignement auprès d'étudiants en médecine. En 1935, le nouvel hôpital Broussais ouvre ses portes proposant 930 lits, orientant son activité autour du département de chirurgie générale et digestive de François de Gaudart d’Allaines et de la clinique médicale propédeutique d’Émile Sergent.
Après 1946, René Israël, assisté de Paul Milliez, crée un centre voué à l’hypertension artérielle dans le cadre du service de Néphrologie. À partir de 1950, l’évolution de l’hôpital est marquée par les grandes premières chirurgicales[réf. souhaitée], dans les domaines néphrologiques et cardio-vasculaires : greffe rénale, opération à cœur ouvert, bio-prothèse, triple transplantation… C’est pendant cette période que les noms de Charles Dubost, Paul Milliez, Alain Carpentier, personnalisent le travail des équipes médicales.
Le 1er février 1970, c'est dans cet hôpital que décède l'ancien cycliste Eugène Christophe
En 1992, cet hôpital dynamique rentre dans le programme du nouvel Hôpital Européen Georges Pompidou.
En 2000, une partie des services est transférée dans l’HEGP. Les services restants, soit 120 lits, sont regroupés dans le bâtiment des Mariniers et constituent le pôle Prévention et réadaptation du groupe hospitalier HEGP-Broussais.
Dans les années 2000, une partie des bâtiments de Broussais sont vendus à la Croix-Rouge française et réaménagés. Ils abritent depuis 2007, au 98 rue Didot, le siège national de la Croix-Rouge française et plusieurs de ses écoles de formation aux professions de santé : cadres de santé, infirmières, aides-soignantes, auxiliaires de puériculture, ambulanciers et auxiliaires ambulanciers. Ils habitent aussi des bureaux de la Plateforme Maladies Rares créée en 2001 par l'AFM-Téléthon.
Un local du bâtiment, situé au 96 rue Didot, est également mis à disposition du Syndicat Représentatif Parisien des Internes de Médecine Générale (SRP-IMG).
En 2020, pour répondre à la pandémie de Covid-19 en France, une plateforme de réalisation de tests PCR est mise en place.

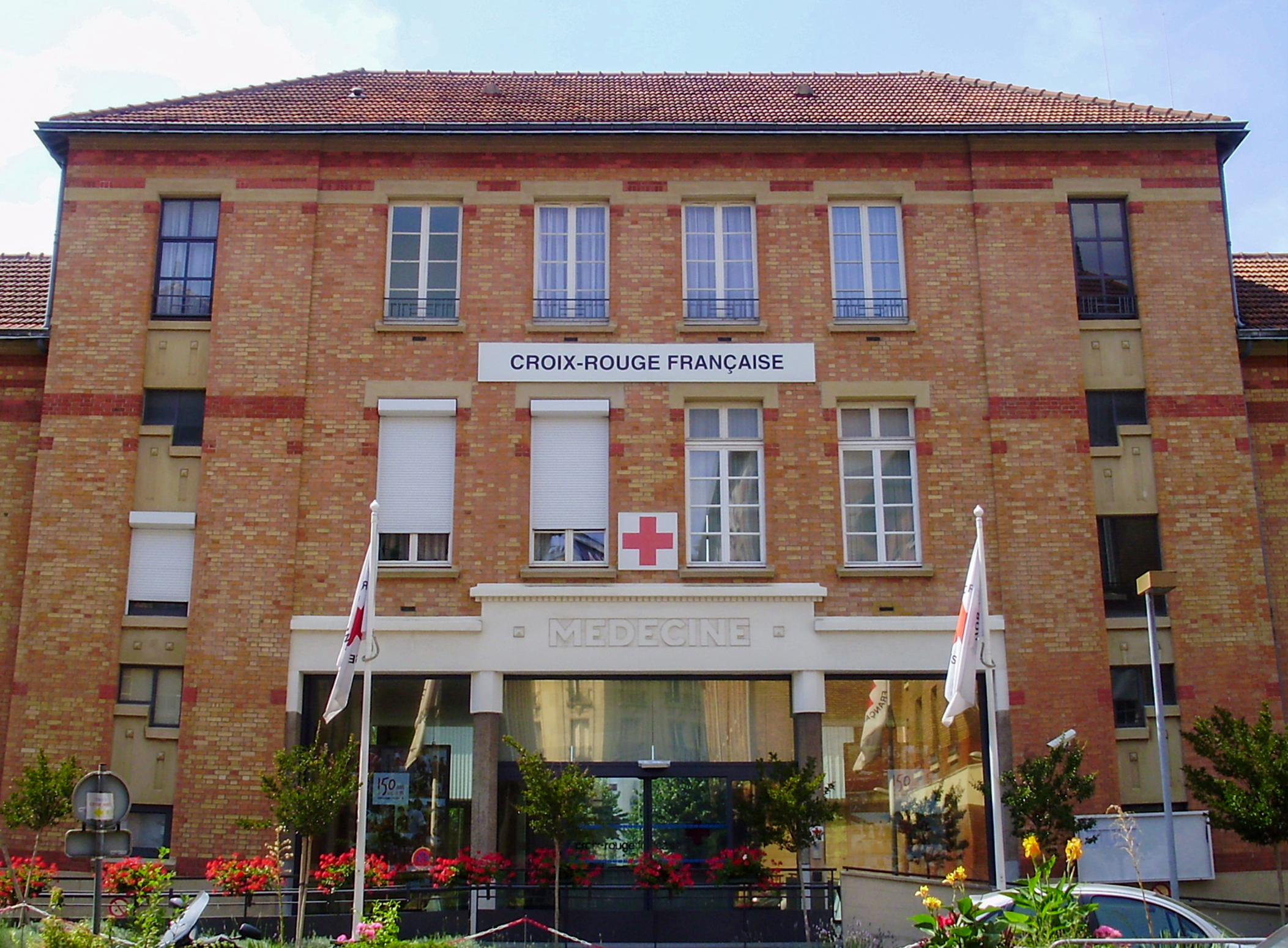
Siège de la Croix-Rouge.
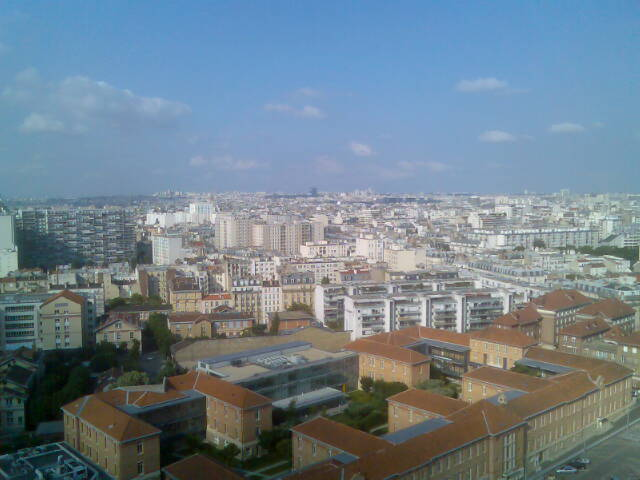
Panorama de Broussais, au premier plan.

## Médecins notoires
- François de Gaudart d’Allaines
- René Israël
- Anatole Chauffard
- Louis Pasteur Vallery-Radot
- Jean Hamburger
- Gabriel Richet
- Paul Milliez
- Charles Dubost
- Alain Carpentier
- Gilles Dreyfus
- Annie Bureau